# Azacualpa (El Salvador)
Azacualpa é um município do departamento de Chalatenango, em El Salvador. Sua população estimada em 2013 era de 1 136 habitantes.